# Kim Mi-čong (1971)
Kim Mi-čong (* 29. března 1971) je bývalá korejská zápasnice-judistka, olympijská vítězka z roku 1992.

## Sportovní kariéra
Patřila k průkopnicím ženského vrcholového juda v Jižní Koreji. V jihokorejské reprezentaci se pohybovala od svých 17 let v polotěžké váze do 72 kg. Připravovala se na univerzitě v Jonginu. V roce 1988 startovala v ukázkové disciplíny ženského juda na domácích olympijských hrách v Soulu a obsadila druhé místo.
V roce 1991 se ziskem titulu mistryně světa kvalifikovala na olympijské hry v Barceloně v roce 1992. Na olympijském turnaji potvrdila roli favoritky a svojí osobní technikou uči-mata se probojovala do finále. Ve finále se utkala s Japonkou Joko Tanabeovou a po vyrovnaném průběhu zápasu zvítězila na praporky rozhodčích tzv. haitei. Získala zlatou olympijskou medaili. Sportovní kariéru ukončila po zisku zlaté medaile na Asijských hrách v roce 1994.
Věnuje se trenérské práci na univerzitě v Jonginu. V roce 2004 byla jednou z rozhodčích olympijských her v Athénách.

## Výsledky
| Turnaj            | 1988           | 1989           | 1990           | 1991           | 1992           | 1993           | 1994           |
| Turnaj            | 17             | 18             | 19             | 20             | 21             | 22             | 23             |
| Turnaj            | polotěžká váha | polotěžká váha | polotěžká váha | polotěžká váha | polotěžká váha | polotěžká váha | polotěžká váha |
| ----------------- | -------------- | -------------- | -------------- | -------------- | -------------- | -------------- | -------------- |
| Olympijské hry    | 2.             |                |                |                | 1.             |                |                |
| Mistrovství světa |                | úč.            |                | 1.             |                | 3.             |                |
| Asijské hry       |                |                | 3.             |                |                |                | 1.             |
| Mistrovství Asie  | —              |                |                | —              |                | 2.             |                |